# Universidade Federal do Recôncavo da Bahia
De Federale universiteit van Recôncavo da Bahia is de grootste staatsuniversiteit van Brazilië, gesticht in 2006 en gevestigd in Cruz das Almas.